# ゴモラ (映画)
『ゴモラ』（原題: Gomorra）は2008年に公開されたイタリアの犯罪映画。
監督はマッテオ・ガローネ、出演はトニ・セルヴィッロとジャンフェリーチェ・インパラートなど。
ロベルト・サヴィアーノの著書『死都ゴモラ』を原作としている。イタリア・ナポリの犯罪組織カモッラを題材に描いた作品。サヴィアーノはこの作品を執筆したことにより2006年にマフィアから殺害予告を受けており、常に警察の保護下での生活を余儀なくされている。また2008年10月には度重なる脅迫により遂にイタリアを出国、海外移住を希望せざるを得ない状況に追い込まれている。
第61回カンヌ国際映画祭で審査員特別グランプリ受賞。ヨーロッパ映画賞でも作品賞を含む5部門で受賞した。作品には元マフィアも出演しており、作品公開後に出演俳優の一人が指名手配中のカモッラの一員であることが判明し、逮捕に至るという事件も起きた。
日本では2008年10月20日に第21回東京国際映画祭（WORLD CINEMA部門）、2009年5月5日にイタリア映画祭で上映されたのち、2011年10月に劇場公開された。

## ストーリー
実際にあった出来事をもとにした架空のエピソード5つが並行して描かれる。

### トトの物語
組織間の抗争が絶えない地域で育った少年トト（サルヴァトーレ・アブルツェーゼ）は、親の経営する雑貨屋の配達を手伝う仕事をしていたが、「大人になる」ための度胸試しの儀式を経て組織の一員となる。ある日、組織を裏切って敵対組織のメンバーとなったシモーネ（シモーネ・サケッティーノ）に対する見せしめとして彼の母親マリア（マリア・ナツィオナーレ）を殺すため、彼女とかねてより配達を通じて親しくなっていたトトに、家の中に立てこもる彼女を家からおびき出す役目が命じられる。ためらうトトに仲間が激しく決断を迫り、トトは引き受けざるを得なくなる。そして、計画通りにマリアを家の外におびき出すと、彼女は仲間により射殺される。

### ドン・チーロとマリアの物語
組織のメンバーの家族や遺族に「給料」として金を渡す役目をしているドン・チーロ（ジャンフェリーチェ・インパラート）は、かねてより親しくしているマリア（マリア・ナツィオナーレ）から息子シモーネ（シモーネ・サケッティーノ）が敵対組織に入ってしまったと告白される。否応なく抗争に巻き込まれることとなり、悩んだドン・チーロは、しばらくしてマリアが組織によって殺されると、敵対組織に寝返ろうとするが相手に拒否される。それどころか逆に命が惜しければ金を払えと言われてしまう。結局、ドン・チーロは配る金を受け取る場所に敵対組織の殺し屋を導いて金を奪わせることになる。計画通りに金は奪われ、仲間が殺される中、1人生き残ったドン・チーロはあてもなくさまよい歩いて行く。

### フランコとロベルトの物語
フランコ（トニ・セルヴィッロ）が経営する産業廃棄物処理会社で働くことになった青年ロベルト（カルミネ・パテルノステル）は、安定した高収入の仕事にやりがいを感じていた。しかし、会社による有害物質の不法投棄や現場で強いられている過酷な労働環境に愕然とする。理想と現実の間で悩んだロベルトはついにフランコと決別する。

### パスクワーレの物語
腕のいい仕立て職人のパスクワーレ（サルヴァトーレ・カンタルーポ）は、組織と繋がっているヤヴァローネ（ジージョ・モッラ）が経営する高級オートクチュールの下請け工場で働いていたが、自分の能力が正当に評価されない状況に不満を抱いていた。ある日、中国人の縫製業者から中国人のお針子たちを指導して欲しいと頼まれたパスクワーレは、自分の腕を高く評価してくれる彼らの申し出を会社に内緒で受けることにする。しかし、そんなパスクワーレの裏切りはすぐに露見し、中国人の工場での夜のバイトから帰る途中、パスクワーレが乗った車が襲撃され、中国人らが射殺される。ヤヴァローネの口利きで何とか軽傷で済んだパスクワーレは、ヤヴァローネに慰留されるが、仕立屋を辞めてトラック運転手となる。

### マルコとチーロの物語
マルコ（マルコ・マコール）とチーロ（チーロ・ペトローネ）は映画『スカーフェイス』の主人公を気取ってケチな犯罪を無鉄砲に繰り返している2人組である。秩序を乱す存在として組織にも目を付けられるが、そんなことは全くお構いなしの2人は、組織が隠していた大量の武器を見つけると、その武器を使って浮かれ気分で強盗を働く。組織はこの事態を重く見たが、たかがチンピラ2人を処刑するのは組織の名折れであるとして一計を案じる。その結果、彼らを殺し屋として雇いたいと接近しておだて上げ、いい気になった彼らがターゲットとされた人物を殺しにやって来たところを待ち伏せして射殺する。2人の死体はブルドーザーで運ばれて行く。

## 作品の評価
Rotten Tomatoesによれば、157件の評論のうち高評価は91%にあたる143件で、平均点は10点満点中7.7点、批評家の一致した見解は「組織犯罪を毅然としたリアリズムで描いており、この冷徹で焼け付くようなイタリアの犯罪映画の傑作は手加減を全くしない。」となっている。
Metacriticによれば、30件の評論のうち、高評価は28件、賛否混在は1件、低評価は1件で、平均点は100点満点中87点となっている。